# Алкоголізм
Алкоголізм, або алкогольна залежність — характерна психофізична залежність від алкоголю, основою якої є його наявність в обмінних процесах людського організму, а також хвороба, яка розвивається внаслідок хронічного зловживання спиртними (алкогольними) напоями. У ширшому розумінні алкоголізм — сукупність шкідливих звичок, пов'язаних із зловживанням алкоголем, впливів на здоров'я, життя, працю і добробут людей. Психологічно має дві стадії: звичка та хвороба. Науковці також відзначають, що алкоголізм має генетичні чинники розвитку. Алкоголізм є різновидом токсикоманії.

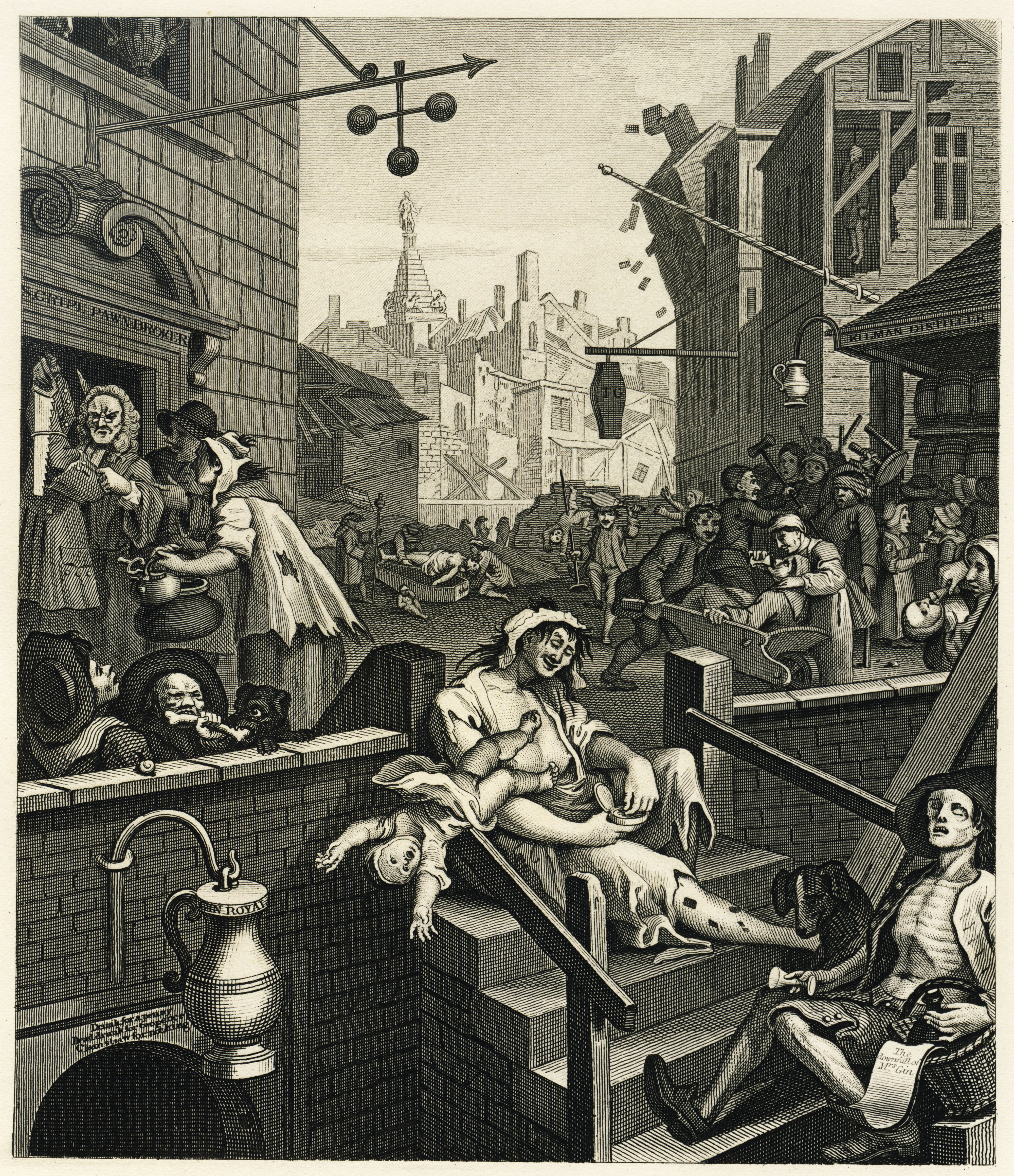
Вулиця Джина, яка йде від Пивної вулиці та Джинового провулка. Картина Вільяма Гоґарта

Алкоголізм асоціюється з низкою ознак:
1. Хворобливий потяг до алкоголю;
2. Ріст толерантності (зростає витривалість до великої кількості алкоголю);
3. Втрата кількісного контролю;
4. Наявність синдрому відміни / абстинентного синдрому.

Однозначним є визначення впливу алкоголю на організм людини, як порушення нормального функціонування, яке характерне появою різного роду соматичних захворювань. Ці захворювання разом з алкоголізмом на 15—17 років скорочують життя людини. Понижена працездатність мозку, яка спричинює негативні зміни в центральній нервовій системі, особливо у процесах мислення, пам'яті, уяві, сприйнятті, відчуттях. Перш за все відбувається отруєння кори головного мозку, де концентрація алкоголю на 60—70 % більша, аніж у крові. Подібні показники простежуються і на нащадках. Відхилення фізичного й розумового розвитку дітей з'являються як наслідок зачаття в нетверезому стані, або вплив алкоголю на плід, який розвивається в утробі матері. Виникає загроза епілепсії у дітей, оскільки алкоголь вільно проникає у плід крізь плаценту, пошкоджує нервову систему.
Алкоголь — наркотична отрута, яка діє насамперед на нервові клітини кори головного мозку. При цьому значно ослаблюється процес гальмування і відносно переважає процес збудження. Великі дози алкоголю чинять паралізувальний вплив на деякі відділи центральної нервової системи. При ураженні центрів довгастого мозку настає порушення терморегуляції, дихання і серцевої діяльності — так званий коматозний стан. Алкоголізм спричинює глибокі розлади діяльності шлунково-кишкового тракту, печінки, органів дихання, нирок, статевих залоз та ін. Організм залежної від алкоголю людини втрачає опірність до захворювань. Алкоголізм зумовлює стійкі порушення психіки, значне зниження працездатності, швидку стомлюваність, ослаблення пам'яті, деяку безтурботність, брехливість, несталість настрою, дратівливість і схильність до конфліктів. На ґрунті алкоголізму бувають запої, розвиваються різні психози: алкогольний делірій (біла гарячка), корсаковський психоз та інші. Алкоголізм призводить до побутових і виробничих травм, аварій на транспорті, злочинів, порушень правил громадської поведінки, руйнування сімей.

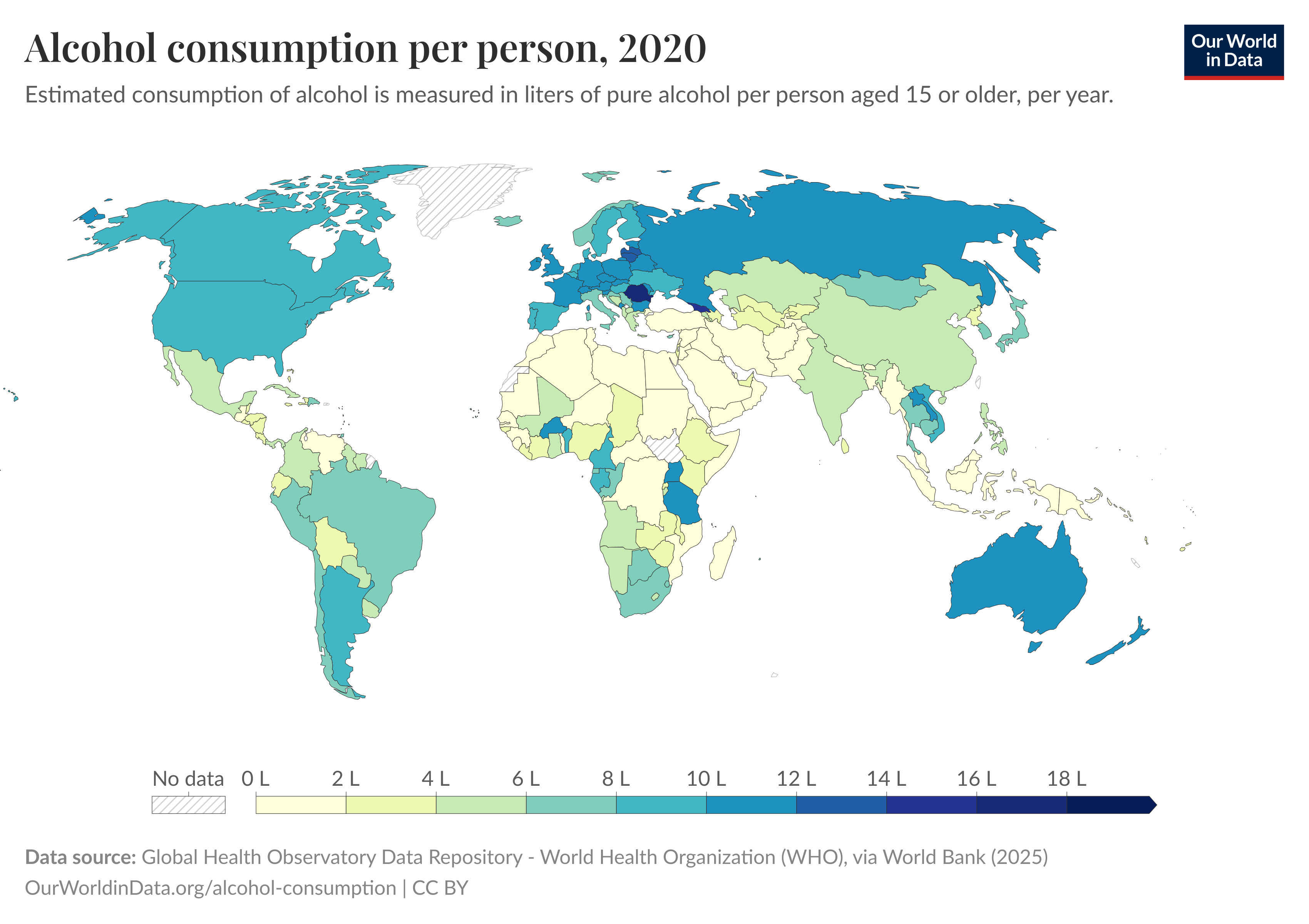
Споживання алкоголю в світі на людину 2016 року. Кількість вимірюється в літрах чистого алкоголю на особу віком від 15 років

## Гостре алкогольне отруєння
Розрізняють три ступені гострого алкогольного сп'яніння: початковий, середній і тяжкий.
Початковий ступінь отруєння виявляється у відчутті тепла, легкого запаморочення. Поведінка людини майже не змінюється, але з'являється самовпевненість. Посилюється серцебиття, розширюються зіниці, судини обличчя. Зовнішні рухові розлади непомітні, але координація рухів дещо порушується, уповільнюється реакція на зовнішні подразники.
При вживанні великої кількості алкоголю наступає середній ступінь отруєння. П'яний нервується, йому властиві спалахи гніву, озлобленості, шаленства, він втрачає почуття відповідальності за свої вчинки, схильний до вихваляння й брутальності. Після витвережування, проявляється кволість, сонливість, головний біль.
Тяжкий ступінь отруєння настає у разі вживання великої дози алкоголю. Для цього стану притаманні дві фази: збудження та гальмування. У першій фазі мова стає невиразна, рухи неузгоджені, вчинки беззмістовні, часто агресивні. Фаза гальмування проявляється у кволості, сонливості й закінчується глибоким наркотичним сном. У такому стані людина не реагує навіть на сильні больові подразники, вона може заснути будь-де на вулиці, а в холодну пору року замерзнути. Після пробудження особа майже не пам'ятає, що з нею було, з'являється велике бажання випити ще. У людини можлива нудота, блювання й інші ознаки отруєння.
Внаслідок неодноразового прийняття спиртних напоїв у людини закріплюється умовний рефлекс. Після забуття і пробудження у п'яниць наступає тяжкий стан похмілля, симптоми якого знімаються при повторному вживанні спиртних напоїв. Це головна ознака хронічного алкоголізму. Вона супроводжується синдромом астенії — втомою, непрацездатністю.
Хронічний алкоголізм, або алкогольна наркоманія, — хвороба, за якої у людини з'являється неймовірний потяг до спиртних напоїв, спостерігається астенія і абстиненція та інші алкогольні розлади. Самопочуття залежної від алкоголю людини дуже пригнічене, вона невпевнена в собі, часом кається, лякається. Характер різко погіршується, сон короткочасний і поверхневий, така людина бачить жахливі сни. Водночас підвищується опірність організму до алкогольного отруєння. У стадії побутового п'янства звичайні дози алкоголю вже недостатні. Ще одна ознака алкоголізму — ослаблення захисних рефлексів — блювання, нудоти, слиновиділення. При вживанні великих доз алкоголю спостерігається галюцинації, гострі психози, втрата пам'яті. З'являється нестійкий мотив поведінки, хворий здійснює вчинки, не властиві йому раніше. У нього відсутня цілеспрямованість. Він ніколи не доводить розпочату справу до завершення.
В останній стадії алкоголізму різко знижується опірність до великих доз алкоголю. Хворі почувають себе погано, у них порушується кровообіг, з'являються гострі розлади серцево-судинної системи, печінкова недостатність. За зовнішністю, вони нагадують хворих, яким властива психічна і соціальна деградація.

## Класифікація наркологічних захворювань
→ Основна стаття див.: Класифікація наркологічних захворювань
Поряд із широкомасштабним впровадженням МКХ-10, не втратила свого клінічного значення і традиційна класифікація, яка застосовувалась у вітчизняній психіатрії. Особливо це стосується класифікації алкоголізму та металкогольних психозів. Традиційно заведено виділяти два різновиди психічних розладів, спричинених алкоголем (етанолом):
1. гостра алкогольна інтоксикація — стан сп'яніння, який виникає внаслідок разового чи епізодичного вживання спиртних напоїв;
2. алкоголізм (хронічний алкоголізм, хронічна алкогольна інтоксикація, синдром алкогольної залежності, етилізм) — хворобливий стан, який виникає внаслідок багаторазового вживання спиртного.

Примітка:Термін «хронічний алкоголізм» є дещо некоректним, адже немає «гострого алкоголізму». Коли мова йде про захворювання, правомірніше використання терміна «алкоголізм».
Використовуване в науковій літературі поняття «хронічна інтоксикація алкоголем» не варто ототожнювати лише з алкоголізмом, позаяк воно ширше і містить у собі захворювання внутрішніх органів та нервової системи внаслідок алкоголізації, але без ознак алкоголізму, як психічного захворювання. Власне ж, алкоголізм охоплює лише ті форми хронічної алкогольної інтоксикації, за яких наявні специфічні ознаки звикання і хворобливої пристрасті до алкоголю.

Випадки епізодичного чи помірного вживання ряду речовин наркотичної чи стимулювальної дії без розвитку залежності від них мають назву «наркотизму», або «періодичної наркотизації».

## Динаміка розвитку алкоголізму
Відомо кілька станів, зокрема:
- початковий: соматичні відхилення не простежуються, окрім порушень функцій окремих органів або систем;
- перехід від епізодичного до систематичного вживання алкоголю. Соматичні патології окреслюються, як порушення апетиту, шлунково-кишкові розлади;
- хронічний: формується впродовж кількох років. Фізичний потяг до спиртного характерний похмільним синдромом, максимальною толерантністю;
- наступна фаза найважча, вона окреслюється як втрата будь-якого контролю з метою заспокоєння психофізичного дискомфорту. Психічне звикання та стійкість організму розвиваються одночасно і послідовно. Соматично ушкоджені окремі органи й системи, у деяких випадках із незворотними патологіями.

## Стадії захворювання
Алкоголізм супроводжується також сильною психологічною і фізичною залежністю. Алкоголізм як патологія розвивається в декілька стадій, кожна з яких характеризується певними органічними змінами в організмі людини.
Розрізняють три стадії розвитку алкоголізму. Залежно від стадії, існують різні способи лікування алкоголізму.

### Перша стадія
Перша стадія алкоголізму триває приблизно 5-10 років і характеризується розвитком психологічної залежності, систематичним вживанням алкоголю, зниженням рівня кількісного і ситуативного контролю за вживанням алкоголю. Також підвищується рівень толерантності до алкоголю, зникає блювотний рефлекс. Під час першої стадії захворювання спостерігаються порушення пам'яті, функціональні розлади психіки та погіршення фізичного стану.

### Друга стадія
Під час другої стадії алкоголізму розвивається фізична залежність від алкоголю. При цьому з'являються періоди запоїв, абстинентний синдром і алкогольні психози та інші психічні порушення. За даними ВООЗ, від алкогольних психозів страждають 10 % тих, хто хворіє на алкоголізм. Друга стадія алкоголізму відзначається високим рівнем толерантності до алкоголю та руйнуванням особистості.

### Третя стадія
Третя стадія алкоголізму характеризується посиленням фізичної залежності, розвитком значного абстинентного синдрому, зниженням толерантності (повернення блювотного рефлексу), наростанням психічної та соціальної деградації та серйозними психічними порушеннями. Третя стадія алкоголізму є наслідком тяжкої отруйної дії алкоголю.

## Шкідливість алкоголізму для організму та суспільства
Смертність від захворювань, пов'язаних із вживанням алкоголю, зросла більш ніж удвічі з 1999 до 2020 року, повідомляє The New York Times. Згідно з даними The American Journal of Medicine, у 2020 році алкоголь спричинив майже 50 тисяч смертей у США, порівняно з менш ніж 20 тисячами у 1999 році. Найбільший приріст смертності зафіксовано серед молоді 25–34 років — майже вчетверо. Хоча чоловіки все ще частіше помирають від хвороб, пов'язаних із алкоголем, рівень смертності серед жінок за 20 років зріс у 2,5 раза. Пандемія коронавірусної хвороби 2019 також сприяла збільшенню споживання спиртного через тривогу, ізоляцію та зняття обмежень на продаж алкоголю. Дослідники відзначають зв'язок між алкоголем і ожирінням, які разом значно підвищують ризик серцево-судинних захворювань і хвороб печінки.

### Вплив алкоголізму на сімейне життя

Піктограма зі сторінки Міжвідомчої місії з боротьби з наркотиками та токсикоманією (MILDT)

Реалізація подружнього покликання нерідко гальмується наявністю різноманітних факторів як суспільних, так і особових. Алкоголізм — це одна з найпоширеніших причин руйнування подружньої гармонії та перешкода актуалізації подружньої потенції. Сім'я людини залежної від алкогольної залежності перебуває в постійному стані тривоги та нестабільності. Вживання наркотиків або алкоголю одним з членів сім'ї спричинює дисбаланс поколінь: батьків, друзів, дітей.
Поведінка та психофізичний стан членів сім'ї визначається станом та фазою захворювання людини з алкогольною залежностю. Поряд із проблемою впливу та прогресу патології, виникає питання відповідальності, розподіл її на усіх членів родини. Відповідальність невід'ємно крокує зі спробою заперечення сім'єю людині, залежної від алкоголю, даної проблеми. Внаслідок росту проявів алкоголізму (хвороба, втрата праці, фізичне насилля) зростає потреба ізоляції та маскування від суспільного життя. У подружжя відбуваються негативні зміни емоційних зв'язків. Пізніше простежуються деструктивні форми організації сімейного бюджету та питання дитячого виховання. Важливим фактом для покращення та зміни такого становища, є усвідомлення іншою стороною, членом родини, який не вживає алкоголю, своєї ролі в процесі одужання сім'ї.
Для сімей, де є людина з алкогольною залежністю, характерна інвазійність, тобто наполегливі спроби обмежити свободу певної особи. У соціальному плані найтиповішими є три реакції:
1. свідома суспільна ізоляція;
2. побудова системи обману та приховування від оточення;
3. агресія, спрямована на члена сім'ї або на зовнішню ситуацію.

Основною рисою членів сім'ї, друзів з алкогольною проблемою можна назвати непевність — руйнується порядок подій, цінностей, несподівані зміни настроїв. Поруч із непевністю, страхом, як наслідок постає агресія, яка прагне знищити джерело страху або пригнітити його.

### Вплив алкоголізму на розвиток захворювання раку
Організація ВООЗ наводить дані, згідно із якими вживання алкоголю збільшує ризик захворювання раку. Причиною такого впливу є етанол, який є канцерогеном, і пошкоджує здорові клітини таким чином, що вони стають більш схильні до злоякісних змін.
Згідно із звітом ВООЗ 47-держав-учасників ВООЗ запровадили попередження на алкогольних напоях. ВООЗ також встановила, що жодна доза вживання алкоголю не є безпечною. На даний час на алкогольних упаковках в США зазначено, що вживання алкоголю є небезпечним для вагітності.

### Ураження статевої функції
У більшості людей, які хворіють на алкоголізм, захворювання внутрішніх органів, переважно, не спричинюють суб'єктивних відчуттів та скарг. У багатьох випадках хворі заперечують наявність патології або не погоджуються з цим явищем. Хронічний алкоголізм характерний зниженням статевої функції. Це окреслюється передчасною еякуляцією, послабленням ерекції при збереженому і навіть сильному потягу до фізичної близькості.
У половини всіх осіб, які зловживають алкоголем, і в усіх хворих на хронічний алкоголізм є алкогольна імпотенція. Остання стає причиною неврозів, депресій (у зв'язку з переживаннями, викликаними цією причиною). Індивід неадекватно сприймає себе та свої соціальні зв'язки, що призводить до зниження соціальної адаптації. Реальні факти в думках автоматично спотворюються, зникає зворотний зв'язок із середовищем при збереженні ілюзії свободи та логіки мислення. Цей процес, своєю чергою, веде до підпорядкування свідомості алкоголю, прагнення одержати задоволення від дійсності за допомогою хімічних речовин. Штучне самозбудження або самозаспокоєння утруднює можливість подолання справжніх причин особистих проблем, атрофує природну здатність емоційних реакцій.

### Ураження потомства
Серед багатьох різних факторів, які впливають на розвиток алкоголізму, визнають генетичну схильність, або, іншими словами, спадковий характер. Статистичні дані доводять, що п'ятдесят відсотків опитаних дітей батьків, хворих на алкоголізм — залежні й актуалізують дану генетичну програму. У дітей осіб, залежних від алкоголю, простежується підвищена чутливість до алкоголю. У цих осіб незначне вживання алкоголю ставить загрозу формування звикання та похмільного синдрому. Не менш відповідальним є період вагітності. Пренатальний період характерний повною залежністю від матері. Алкоголь, токсичні речовини, які утворюються внаслідок обмінних процесів організму, через плацентарний бар'єр потрапляють в організм плоду та спричинюють отруєння. Особливу небезпеку становить вживання алкоголю в перші три місяці вагітності.
Наука розрізняє такі основні шляхи впливу алкоголізму чоловіків і жінок на їхніх нащадків.
- Тератогенний. Народження неповноцінної дитини, завдяки вживанню жінкою в день зачаття або в перші тижні вагітності спиртних напоїв. Алкоголь, проникаючи крізь плаценту, може проявити пряму токсичну дію на клітини ембріону і плоду, спричинюючи різні аномалії, які одержали назву алкогольний синдром або алкогольна ембріонатія.
- Мутагенний. Різні пошкодження хромосом, розтяжки і розриви, утворення кільцевих хромосом статевих клітин внаслідок хронічного зловживання алкоголю батьками. У плоду замість двох статевих хромосом утворюється три, що призводить до народження розумово відсталої дитини.
- Соматогенний. Пов'язаний з травмами й хронічними захворюваннями батьків, хворих на алкоголізм, що негативно відбивається на розвиток плоду.
- Немовлята хворіють на алкоголізм через кров і молоко матері.

### Діагностика та лікування
Діагностика алкоголізму відбувається за допомогою тестування в лікаря-нарколога. Новітні дослідження показують, що достатньо відповіді всього на два запитання, щоби визначити у пацієнта цю хворобу, або спростувати її наявність. Це такі питання:
1. Наскільки часто випиваєте шість та більше порцій алкоголю на день?
2. Чи траплялося протягом останнього року щось неприємне через вживання алкоголю?

Відповідь на перше запитання «щомісяця або частіше», а також позитивна відповідь на друге запитання вказує на наявність алкоголізму із імовірністю 90,9 %.
Для лікування алкоголізму успішно застосовують низку методів: вироблення негативного умовного рефлексу на алкоголь за допомогою блювотних засобів, введення тетураму (антабусу), психотерапія, гіпнотичне навіювання, гідро-, інсуліно-, гормонотерапія, лікувальний сон, трудова терапія та інше. В Україні існує цілий ряд медичних закладів, які здійснюють лікування від даної залежності.
В усьому світі для лікування алкоголізму застосовують програму Анонімних Алкоголіків, або терапевтичний її варіант — Програму «12 Кроків». Станом на січень 2014 р. групи AA існують у 160 країнах світу. У яких лікують понад 2 500 000 осіб. Станом на 2014 р. — працюють понад 120 груп AA у великих та малих містах України.

### Фармакотерапія
Гіперицин селективно інгібує фермент дофіман-бета-гідроксилазу, який підвищує рівень дофаміну й дещо покращує психоемоційний стан, тимчасово пригнічуючи потребу у випивці. Гіперфорин є інгібітором зворотного захоплення моноамінів, в тому числі серотоніну й дофаміну. Обидві речовини є компонентами звіробою звичайного. Можуть застосовуватися прекурсори катехоламінів, наприклад, 5-гідроокситриптофан. Протиалкогольними властивостями володіють препарати мексидол й емоксипін.
Для лікування алкогольної залежності (потягу до спиртних напоїв) використовують апоморфин, анатабус (дисульфірам), еспераль (дисульфірам), пропротен-100. Помітно зменшує вживання алкоголю та потяг до алкоголю постійне вживання антидепресанту прозак (флуоксетин). Серед інших препаратів для лікування алкогольної залежності (потягу до спиртних напоїв) застосовують naltrexone, campral (acamprosate), topiramate, nalmefene, баклофен, габапентин, ондансетрон (зофран).
Для лікування алкогольної інтоксикації, абстинентного стану застосовують препарати медихронал, глутаргін, алкодез IC. Транквілізатори бензодіазепінового ряду: седуксен, реланіум застосовують для полегшення абстинентного стану (процесу виходу з алкогольного стану). Також для лікування абстинентного стану разом з вищевикладеними препаратами приймають мультивітаміни.

### Алкоголік
«Алкоголік» — це людина яка внаслідок сталого (хоча б раз на три дні протягом 6-8 місяців) вживання алкоголю відчуває психофізичну залежність від нього.
Поведінка алкоголіка на 1-й стадії сп'яніння: нервується, йому властиві спалахи гніву, озлобленості, буяння, він втрачає почуття відповідальності за свої вчинки, схильний до вихваляння і брутальності. Також вони ніколи не визнають себе залежними, переважна більшість алкозалежних дуже нервують (інколи зі спалахами люті) коли чують на свою адресу «Алкоголік». Іноді проявляється згодою про те, що він (вона) — алкоголік.
Близько 65 % алкозалежних мають повну сім'ю і є досить заможними людьми. Але останні роки свого життя вони часто проводять в абсолютній самотності і злиднях — в рамках репресивної політики «все або нічого».

## Групи та спільноти тверезості

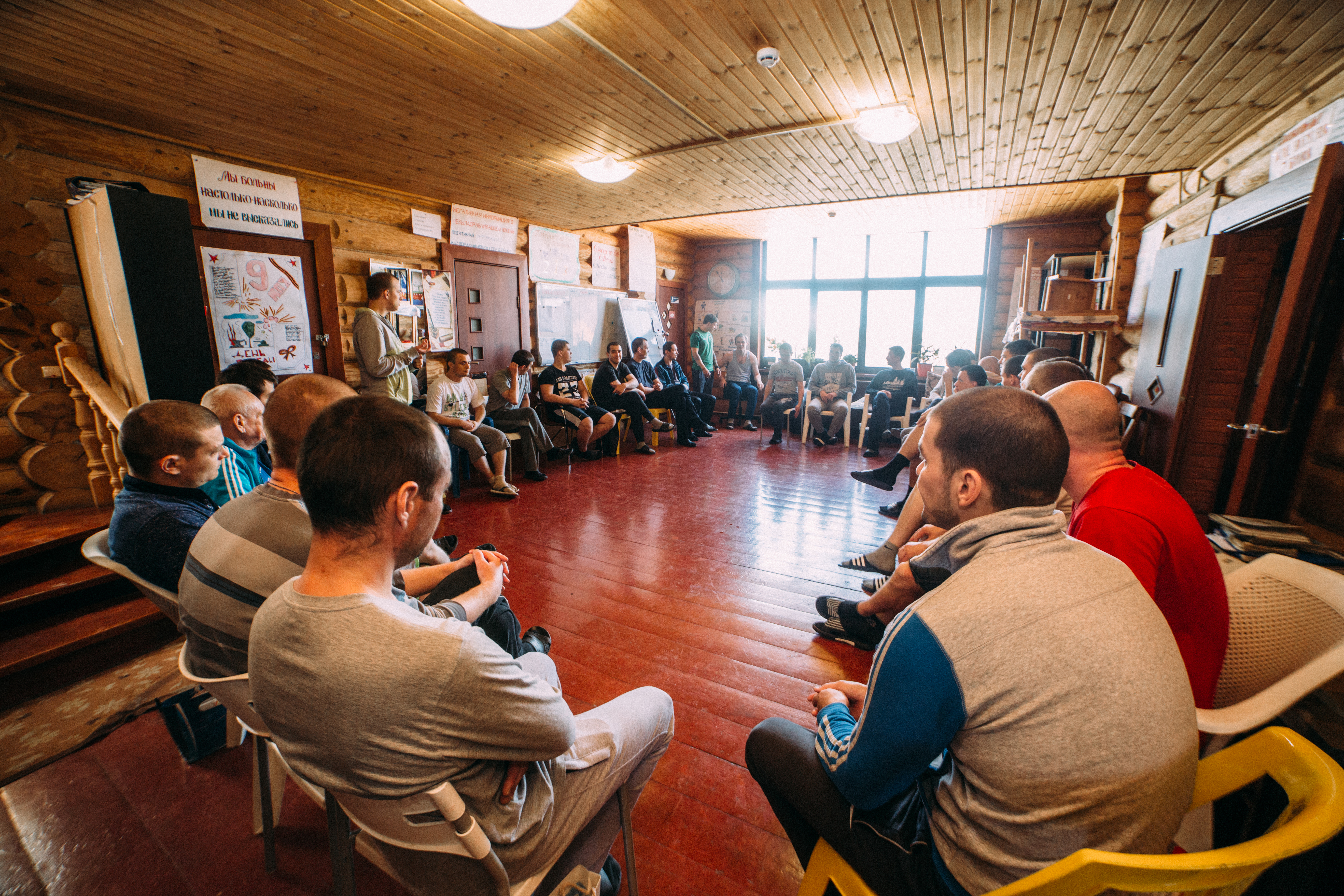
Терапевтична група хворих на алкоголізм

Найбільш відомий у світі громадський рух, який бореться з алкоголізмом  — Анонімні Алкоголіки (скорочено AA), створений 1935 року. Групи товариства існують у більш як 160 країнах світу, в тому числі й в Україні, станом на травень 2014 р. — понад 120 груп Анонімних Алкоголіків. Відвідування груп здійснюється на добровільних, безкоштовних і анонімних засадах. Єдина умова для участі в роботі груп AA — бажання припинити вживання алкоголю. Групи організовують не медики, а самі алкоголіки, які віднайшли свій особистий шлях позбутися цієї згубної пристрасті.
Важливо відзначити, що групи AA не виводять із запою, та не вмовляють питущих відмовитися від алкоголю, не лікують уражені органи. В AA можна приходити як тверезим, так і під дією алкоголю, різниця в тому, що особи під впливом алкоголю — не мають право висловлюватися на зібраннях. Мета роботи груп AA — допомогти хворому зберегти тверезість і дати надію на реабілітацію такому ж як був колись сам. Тому AA в жодному разі не можна розглядати як заміну офіційної медицини — вони лише доповнюють її. Для багатьох хворих участь в групах — це заміна звичного кола «товаришів по чарці», та позбавлення від повної самотності. Групи AA дійсно допомагають людям зберегти тверезість довгий час, і роботу груп AA не тільки не засуджують, але і підтримують лікарі, наркологи, священнослужителі різних конфесій.
Крім AA, в різних країнах світу діють інші товариства і групи тверезості, які проводять освітню та просвітницьку роботу з профілактики алкоголізму. Це, наприклад, Інтернаціональна організація гуманізму і тверезості (існує з 1851 року, заснована в США, нині штаб-квартира розташована в Норвегії), Вашингтонська спільнота тверезості (засновано в 1840 році), «Білий хрест» у Франції (діє з 1899 року) [9]. 

### Боротьба з алкоголізмом
Через стійку потребу людини в алкоголі, завдання адміністративного вирішення проблеми алкоголізму вельми складне. Спроби боротьби з алкоголізмом на державному рівні робилися неодноразово. Так, відомі система Гетеборзького (1865—1917) і система Братта в Швеції (1917—1955), «сухий закон» в Росії (1914-25), Фінляндії (1919—1932), США (1919—1933) і Ісландії (1915 −1922), СРСР 1985 р.
У всіх випадках заборону на виробництво і продаж спиртного доводилося припиняти через ввезення контрабандного алкоголю та вживання сурогатів. У Швеції, Фінляндії та Норвегії діяла державна політика тривалого обмеження виробництва алкоголю в умовах державної монополії на його виробництво, проте і вона не дозволила домогтися бажаного результату (так, у Фінляндії споживання алкогольних напоїв особами старше 15 років зросла з 2,5 л алкоголю на людину в 1950 році до 8,3 л у 1996 році). Антиалкогольні кампанії неодноразово проводилися і в колишньому СРСР. Найбільш відома кампанія 1985 року, підсумки якої були неоднозначні: у період обмеження продажу спиртних напоїв відзначалося зростання народжуваності, збільшилася смертність, через вживання сурогатів, зменшувалася середня тривалість життя; шляхом зростання виробництва нелегальної алкогольної продукції і самогоноваріння дійсне зниження споживання алкоголю було незначним.
Алкогольну політику на міжнародному рівні здійснює Всесвітня організація охорони здоров'я. У травні 2010 року на Всесвітній асамблеї охорони здоров'я в Женеві була прийнята «Глобальна стратегія зі зниження зловживання алкоголем». Серед заходів, рекомендованих у доповіді, — обмеження реклами спиртних напоїв, обмеження числа точок продажу алкогольної продукції та скорочення часу продажу, підвищення роздрібних цін на спиртні напої коштом податків, інформування про шкоду алкогольних напоїв, поступове зниження допустимих норм вмісту алкоголю в крові водіїв, тощо.